# Thlaspi
Thlaspi (traspics) és un gènere de plantes amb flors dins la família brassicàcia. Conté unes 60 espècies. És originari de les regions de clima temperat del continent eurasiàtic. N'hi ha a Europa central i del Sud, sud-oest d'Àsia i dues espècies són endèmiques de la Xina.

## Taxonomia
En la vegetació dels Països Catalans són autòctones les espècies següents:
- Thlaspi arvense- traspic de camp
- Thlaspi perfoliatum- traspic perfoliat

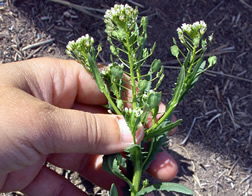
Thlaspi arvense

- Thlaspi alpestre
- Thlaspi suffruticosum

### Altres espècies
- Thlaspi alliaceum -
- Thlaspi caerulescens -
- Thlaspi rotundifolium -